# Récifilms
Récifilms est une société de production de cinéma française, fondée par Mathias Rubin et Éric Juherian en 2003 à Paris.

## Histoire
Diplômé de droit et de finance[précision nécessaire], Mathias Rubin a débuté pendant un an dans la société américaine Miramax Films. En 1999, il participe à Natixis-Coficiné, leader français du financement du cinéma, avant de fonder, en 2003, Récifilms avec Eric Juherian.

## Filmographie

### Longs-métrages
- 2006 : Mes copines de Sylvie Ayme
- 2006 : L'École pour tous d'Éric Rochant
- 2010 : Le Café du pont de Manuel Poirier
- 2011 : De l'huile sur le feu de Nicolas Benamou
- 2013 : Möbius d'Éric Rochant
- 2014 : Les Gazelles de Mona Achache
- 2015 : Le Nouveau de Rudi Rosenberg
- 2016 : Les Têtes de l'Emploi d'Alexandre Charlot et Franck Magnier
- 2017 : La Colle d'Alexandre Castagnetti
- 2018 : Au Bout des doigts de Ludovic Bernard
- 2020 : C'est la vie de Julien Rambaldi
- 2022 : Novembre de Cédric Jimenez
- 2023 : Nouveau Départ de Philippe Lefebvre
- 2024 : Elyas de Florent-Emilio Siri

### Courts métrages
- 2003 : Harem de Raphaël Dutilleul
- 2004 : Après mûre réflexion de Mia Hansen-Løve